# Kleinkind

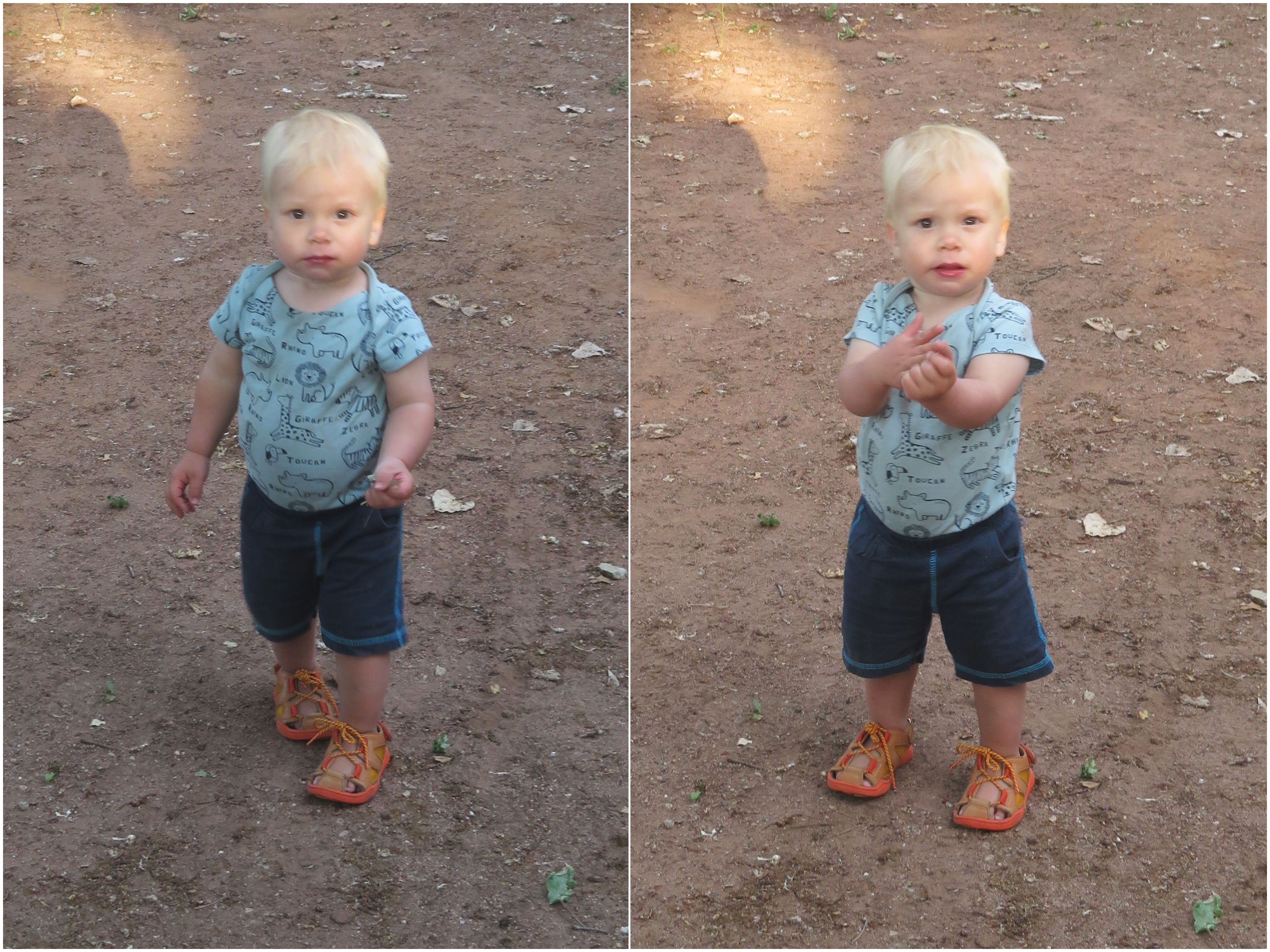
Kleinkinder können in der Regel laufen, sich aber noch nicht selbst anziehen; die meisten Kleinkinder brauchen noch Windeln

Kleinkind bezeichnet die Lebensphase des Menschen des zweiten und dritten Lebensjahres, im rechtlichen Sinne seltener auch bis zum sechsten oder siebten Lebensjahr.
Kinder im ersten Lebensjahr werden als „Säugling“ bezeichnet, Kinder im fünften und sechsten Lebensjahr als „Vorschulkind“. Das vierte Lebensjahr wird von einigen Autoren noch dem Kleinkindalter zugerechnet, von den meisten aber schon dem Vorschulalter oder dem Kindergartenalter.

## Körperliche Entwicklung

### Größe und Gewicht
In den ersten zwei Lebensjahren kann ein körperlicher Minderwuchs des Kindes (Größe und Gewicht), der aus der Entwicklung im Mutterleib resultiert, aufgeholt werden. Jedoch verläuft das Wachstum nach gewissen Gesetzmäßigkeiten, die von Geburtsgewicht und -größe abhängig sind, wobei sich die Werte in aller Regel in einer bestimmten Perzentile bewegen. Mit dem zweiten Lebensjahr ist etwa das Vierfache des Geburtsgewichtes erreicht.

### Motorik
Im Kleinkindalter erlernen Kinder komplexe motorische Fertigkeiten. Nachdem sie meist bis zum Ende des zwölften Monats von selbst aufstehen und zu laufen beginnen, können sie am Ende des achtzehnten Monats Treppen mit Geländer hinaufgehen (Nachführschritt), rückwärts laufen und mit einem Löffel essen; die Fertigkeit, Treppen im Wechselschritt zu besteigen, folgt im dritten Lebensjahr. Im Alter von zwei Jahren können sie einen Ball aus dem Stand mit dem Fuß stoßen, ohne sich festzuhalten, und Perlen auffädeln.

## Geistige Entwicklung

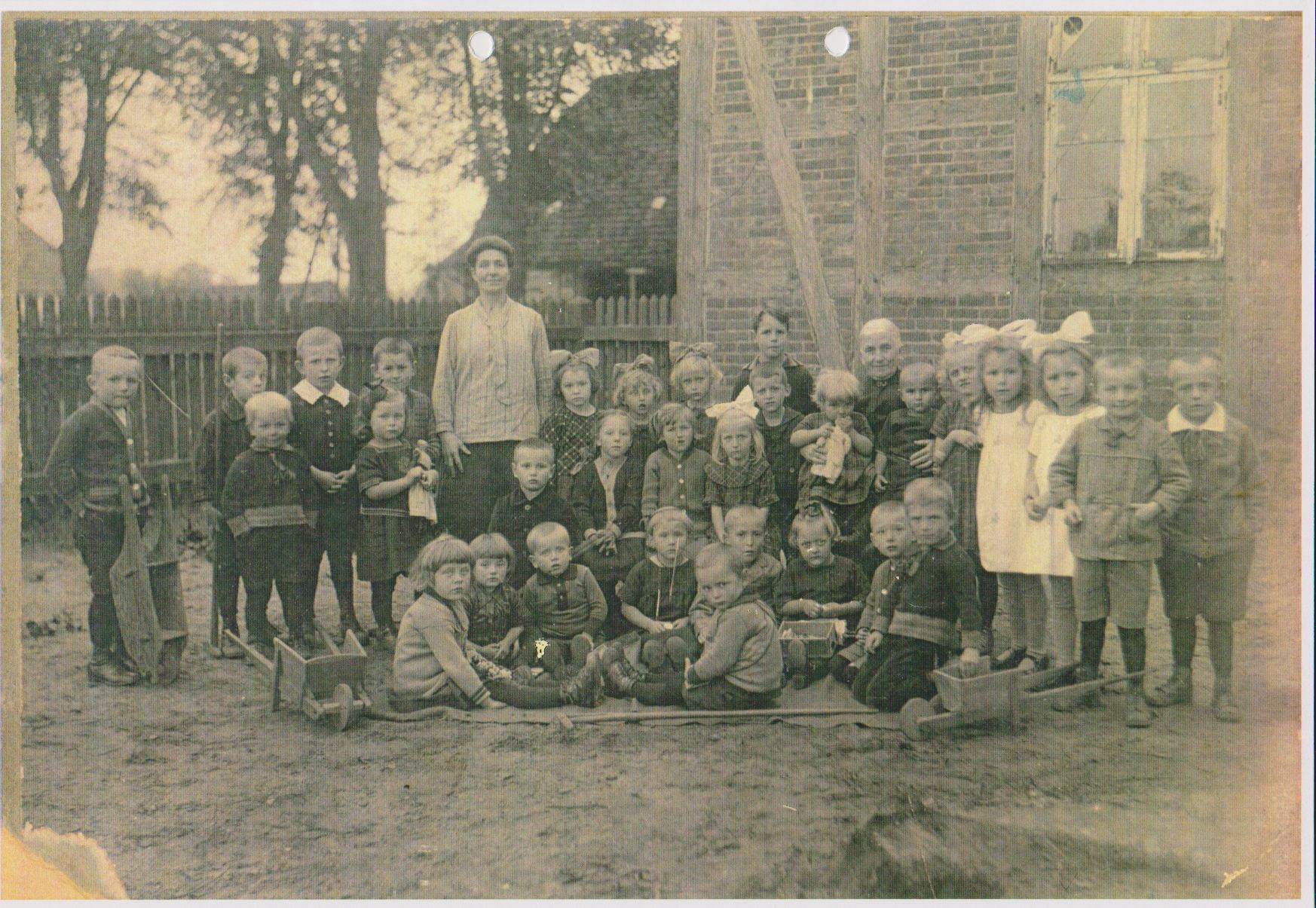
Kleinkinderbewahrschule in Dobbertin, Mecklenburg (1926)

Während der Kleinkindphase lernt das Kind soziales Rollenverhalten und die Sprachfertigkeiten.
Bis zum siebten Lebensmonat besteht beim Säugling eine starke Beziehung zur Bezugsperson, meist der Mutter. Erst ab dem zwölften Lebensmonat wird zwischen sich und der Umwelt unterschieden und der Bewegungsdrang nimmt erheblich zu. Gleichzeitig wird der Wortschatz, der mit ein bis zwei Jahren rasch anwächst, ausgebaut. Er enthält vorerst Gegenstands-, dann Tätigkeits- und letztlich Eigenschaftsbezeichnungen.
Zu Ende des neunten Monats ahmen die Kinder Laute nach und sprechen zwischen dem zwölften und achtzehnten Monat erste Worte. Erste Zweiwortsätze bildet das Kleinkind frühestens mit 15 bis 18 Monaten, regelmäßig aber mit zwei Jahren. Es gibt allerdings ausgesprochene Frühstarter und ebenso ausgesprochene Spätzünder. „Die Spätsprecher fangen erst gar nicht vor eineinhalb Jahren an, […] während Frühsprecher schon mit 10 Monaten ca. 12 Wörter gebrauchen.“
Im zweiten und dritten Lebensjahr schreitet die Entwicklung von Fantasie und der eigenen Willensbildung voran. Ab etwa dem vierten Lebensjahr steigt der Wunsch nach Selbständigkeit und die Orientierung zu Gleichaltrigen. Das Denken wird anschaulich und findet Betätigung vor allem im Spiel.

## Gesundheit
In die Säuglings- und Kleinkindphase (insbesondere im ersten Lebensjahr) fallen mehrere Impfungen (zum Beispiel gegen Poliomyelitis, Diphtherie, Tetanus und Keuchhusten) und ärztliche Untersuchungen an, um Krankheiten vorzubeugen bzw. Fehlentwicklungen zu erkennen und zu verhindern. In Deutschland werden diese unter Kindervorsorgeuntersuchung zusammengefasst. Im Kleinkindalter, vor allem ab dem Zeitpunkt, zu dem die Kinder in Kontakt mit anderen Kindern treten (z. B. Kinderkrippe), treten häufige Infektionen auf. Die meisten dieser Infektionen verlaufen als Erkältung oder als Gastroenteritis (Erbrechen, Durchfall). Dabei haben die Kinder häufig Fieber.

### Ernährung
Eine angemessene Nährstoffzufuhr in der frühen Kindheit ist von besonderer Bedeutung für ein optimales Wachstum und die künftige Gesundheit. Eine Studienübersicht, die fast 7.000 Kleinkinder in Brasilien, Russland, Deutschland und den USA umfasst, deutet darauf hin, dass ein potenzieller Mangel an wichtigen Nährstoffen in allen untersuchten Nationen weit verbreitet ist. So nahmen in Deutschland 20 bis 25 % der Kinder zu wenig Vitamin A zu sich (eine Aufnahme von Vitamin A unterhalb des Estimated Average Requirement, EAR) und etwa 12 % der Kinder zu wenig Eisen. Zwei große, in Deutschland durchgeführte Studien fanden, dass die untersuchten ein- bis dreijährige Kinder fast alle untersuchten Mineralstoffe und Vitamine in ausreichender Menge zu sich nahmen. Eine Ausnahme stellten Eisen, Iod und Folsäure dar; diese wurden in zu geringer Menge aufgenommen. Eine Studie aus Griechenland mit 2.317 Kindern im Alter von ein bis fünf Jahren bestätigte diese Ergebnisse. Hier wurde jedoch zusätzlich ein leichter Mangel an Niacin und Vitamin E gefunden. Mikronährstoffdefizite werden mit verschiedenen kognitiven Beeinträchtigungen in Zusammenhang gebracht, insbesondere Eisen- und Jodmangel. Gegenwärtig liegt die Prävalenz (die Häufigkeit des Auftretens) von Eisenmangel und Eisenmangelanämie bei europäischen Kindern bei 2 % bis 6 %. Eisen- und Jodmangel können bleibende Beeinträchtigungen verursachen, die auch bis ins Erwachsenenalter andauern können.
Besonders vermögende und gut gebildete Eltern versuchen, mögliche Nährstoffdefizite mit Nahrungsergänzungsmitteln für Kinder auszugleichen. Dafür geben deutsche Eltern geschätzt 30 Millionen Euro im Jahr dafür aus. Stiftung Warentest stuft Nahrungsergänzungsmittel für Kinder als „bestenfalls überflüssig“ ein, „[sie] können sogar schaden“. So ist eine Überdosierung der fettlöslichen Vitamine D und E riskant. In einem Test von 2008 enthielten zwölf von 23 der getesteten Nahrungsergänzungsmittel zu viel Vitamin A. 10 Produkte enthielten eine Überdosis Mineralstoffe. Zusätzlich fanden die Lebensmittelchemiker der Stiftung Warentest in einem Produkt Microcystine. Dieses Algengift kann die Leber schädigen und ist von der Weltgesundheitsorganisation WHO als möglicherweise krebserregend eingestuft. Stiftung Warentest empfiehlt daher, auf Nahrungsergänzungsmitteln für Kinder zu verzichten und rät stattdessen zu einer abwechslungsreichen Ernährung. Auch die Verbraucherzentralen bezeichnen Nahrungsergänzungsmittel für Kinder als „meist zu hoch dosiert, schlichtweg überflüssig und häufig sehr teuer“. Zwei große deutsche Studien (DONALD und ESKIMO) würden zeigen, dass die "Nährstoffversorgung bei Kindern [auch ohne Nahrungsergänzungsmittel] allgemein gut ist. Der Arbeitskreis Jodmangel empfiehlt hingegen unter bestimmten Voraussetzungen bei Säuglingen die Supplementierung von 50 µg Jod pro Tag.
Verschiedene Übersichtsarbeiten fassen den Kenntnisstand zu kognitiven Effekten von Supplementation oder nährstoffreichen Lebensmitteln zusammen. Die Ergebnisse waren teils positiv, teils neutral. Das Einführen von drei Portionen ölreichem Fisch pro Woche brachte jedoch durchgängig positive Ergebnisse.
Die Österreichische Gesellschaft für Kinder- und Jugendheilkunde gibt in einer Publikation Ernährungsempfehlungen für ein- bis dreijährige Kinder. Diese konkreten Handlungsempfehlungen sollen den Energiebedarf sowie den Bedarf aller Nährstoffe sicherstellen. Empfohlen werden beispielsweise „3 Portionen Gemüse und/oder Hülsenfrüchte und 2 Portionen Obst“, wobei als Maß für eine Portion die jeweilige Kinderhand dient.
Die American Academy of Pediatrics (AAP) warnt vor dem Erhitzen von Essen oder Getränken in Plastikbehältern in der Mikrowelle. Wärme beschleunigt den Übergang von gesundheitsschädlichen Zusatzstoffen aus dem Plastik in das Essen, wie etwa Bisphenol A (BPA) und Phthalaten. Stattdessen sollten möglichst Alternativen zu Plastik verwendet werden, wie Glas oder Edelstahl. Falls doch Kunststoff verwendet wird, sollte Kunststoffe mit folgenden Recyclingcodes vermieden werden:
- 3 PVC, kann Phthalate abgeben
- 6 Polystyrol, kann Styrol abgeben
- 7 Andere, kann u. a. Bisphenole abgeben